# Kloaka wtórna

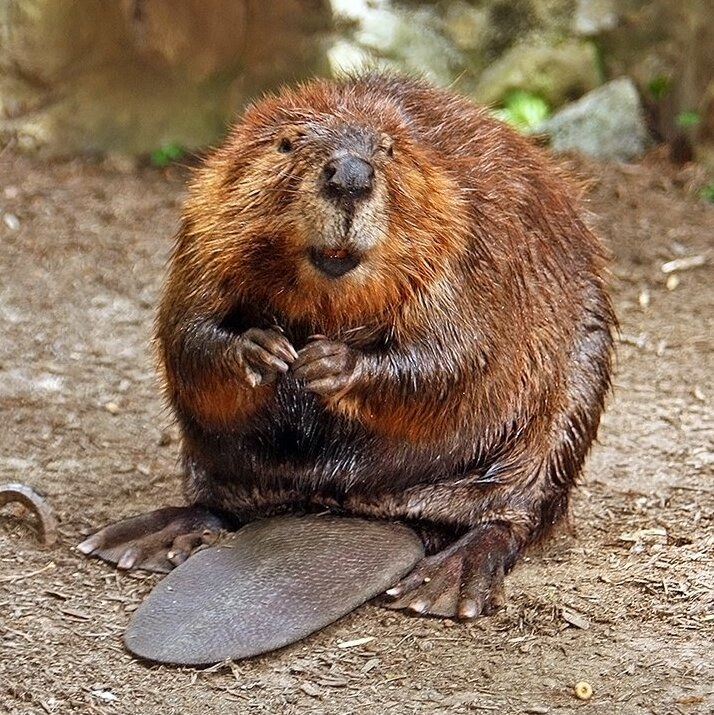
Pseudokloaka występuje u bobra kanadyjskiego

Kloaka wtórna, pseudokloaka – występujące wtórnie u ssaków z grupy łożyskowców wspólne zakończenie układów pokarmowego, moczowego i rozrodczego.
Kloaka (stek) stanowi wspólne zakończenie układów pokarmowego, moczowego i rozrodczego u większości kręgowców. Występuje u larwy minogów, spodoustych, promieniopłetwych, płazów, zauropsydów (w tym ptaków). Nie występuje jednak u większości ssaków. Jak sama nazwa wskazuje, obserwuje się ją wyłącznie u przedstawicieli grupy stekowców. U ssaków żyworodnych ujścia przewodu pokarmowego oraz układu moczowego i płciowego rozdzieliły się. Ostatni odcinek przewodu pokarmowego, jelito proste, kończy się odbytem, natomiast końcowe odcinki przewodu moczowo-płciowego znajdują jedno lub dwa odrębne ujścia.
Stan taki nie dotyczy jednak wszystkich ssaków żyworodnych. Krocze może ulec redukcji, tworząc w efekcie wtórną kloakę zamykaną przez pojedynczy zwieracz, np. u szczekuszki. Prostnica może też dysponować odrębnym zwieraczem, jak u tenreków. Może też zdarzyć się, że odrębne ujścia układu pokarmowego i moczowo-płciowego zamyka jeden fałd skórny. Taka sytuacja ma miejsce u bobra, którego samiec potrafi wynicować pseudokloakę celem oznaczania terytorium wydzieliną gruczołów odbytowych.